# Brusselse gewestverkiezingen 2009

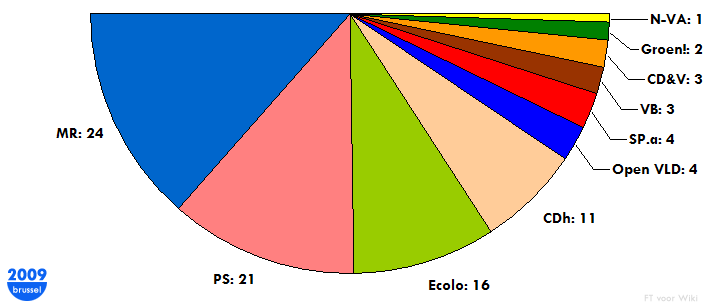
Zetelverdeling in het Brussels Hoofdstedelijk Parlement op basis van de verkiezingsuitslag in 2009

Op zondag 7 juni 2009 werden in het Brussels Hoofdstedelijk Gewest verkiezingen voor het Brussels Hoofdstedelijk Parlement gehouden. Deze verkiezingen worden gelijktijdig met de Vlaamse, Waalse en Europese verkiezingen en de verkiezingen voor de raad van de Duitstalige Gemeenschap gehouden.
Elke taalgroep heeft ongeacht het aantal behaalde stemmen een gegarandeerd aantal zetels, de Nederlandstalige taalgroep 17, de Franstalige taalgroep 72. Op basis van het aantal behaalde stemmen (11,25% van het totaal) zouden de Nederlandstalige partijen 10 zetels te verdelen hebben, de Franstalige partijen 79. De kiesdrempel van 5% geldt bij deze verkiezingen op het totaal aantal geldige stemmen per taalgroep en niet op het totaal van alle geldige stemmen.
| Lijsttrekker           | Lijsttrekker           | Lijst                  | Lijst                  | Resultaten | Resultaten | Zetels | Verschil |
| ---------------------- | ---------------------- | ---------------------- | ---------------------- | ---------- | ---------- | ------ | -------- |
| Lijsttrekker           | Lijsttrekker           | Lijst                  | Lijst                  | #          | %          | #      | #        |
| Franstalige groep      | Franstalige groep      | Franstalige groep      | Franstalige groep      | 408.870    | 88,75      | 72     |          |
|                        | Armand De Decker       | MR                     | lijst                  | 121.905    | 29,82      | 24     | -1       |
|                        | Charles Picqué         | PS                     | lijst                  | 107.303    | 26,24      | 21     | -5       |
|                        | Evelyne Huytebroeck    | Ecolo                  | lijst                  | 82.663     | 20,22      | 16     | +9       |
|                        | Benoît Cerexhe         | cdH                    | lijst                  | 60.527     | 14.80      | 11     | +1       |
|                        | Patrick Sessler        | FN                     | lijst                  | 7.803      | 1.91       | 0      | -4       |
|                        |                        | Anderen                |                        | 28.669     | 7.00       | 0      | +0       |
| Nederlandstalige groep | Nederlandstalige groep | Nederlandstalige groep | Nederlandstalige groep | 51.818     | 11,25      | 17     |          |
|                        | Guy Vanhengel          | Open Vld               | lijst                  | 11.957     | 23,07      | 4      | +0       |
|                        | Pascal Smet            | sp.a                   | lijst                  | 10.085     | 19,46      | 4      | +1       |
|                        | Johan Demol            | Vlaams Belang          | lijst                  | 9.072      | 17,51      | 3      | -3       |
|                        | Steven Vanackere       | CD&V                   | lijst                  | 7.696      | 14,85      | 3      | +0       |
|                        | Bruno De Lille         | Groen!                 | lijst                  | 5.806      | 11,20      | 2      | +1       |
|                        | Paul De Ridder         | N-VA                   | lijst                  | 2.586      | 4,99       | 1      | +1       |
|                        |                        | Anderen                |                        | 4.616      | 8.91       | 0      | +0       |
| Stemgerechtigden       | Stemgerechtigden       | Stemgerechtigden       | Stemgerechtigden       | 574.793    | 100,00     |        |          |
| Stemmen                | Stemmen                | Stemmen                | Stemmen                | 484.719    | 84,33      |        |          |
| Blanco en ongeldig     | Blanco en ongeldig     | Blanco en ongeldig     | Blanco en ongeldig     | 24.031     | 4,96       |        |          |
| Geldige stemmen        | Geldige stemmen        | Geldige stemmen        | Geldige stemmen        | 460.688    |            |        |          |

## Voetnoten
1. ↑  Open VLD is de partij die ontstond na de samensmelting van VLD, Vivant en het Liberaal Appèl. Samen haalden deze partijen bij de vorige verkiezingen ook 4 zetels
2. ↑  Bij de vorige verkiezingen kwam CD&V nog samen op met N-VA. Dit kartel behaalde toen 3 zetels, die echter allemaal bezet werden door CD&V'ers. CD&V wint dus geen zetels.